# Burghard Flieger

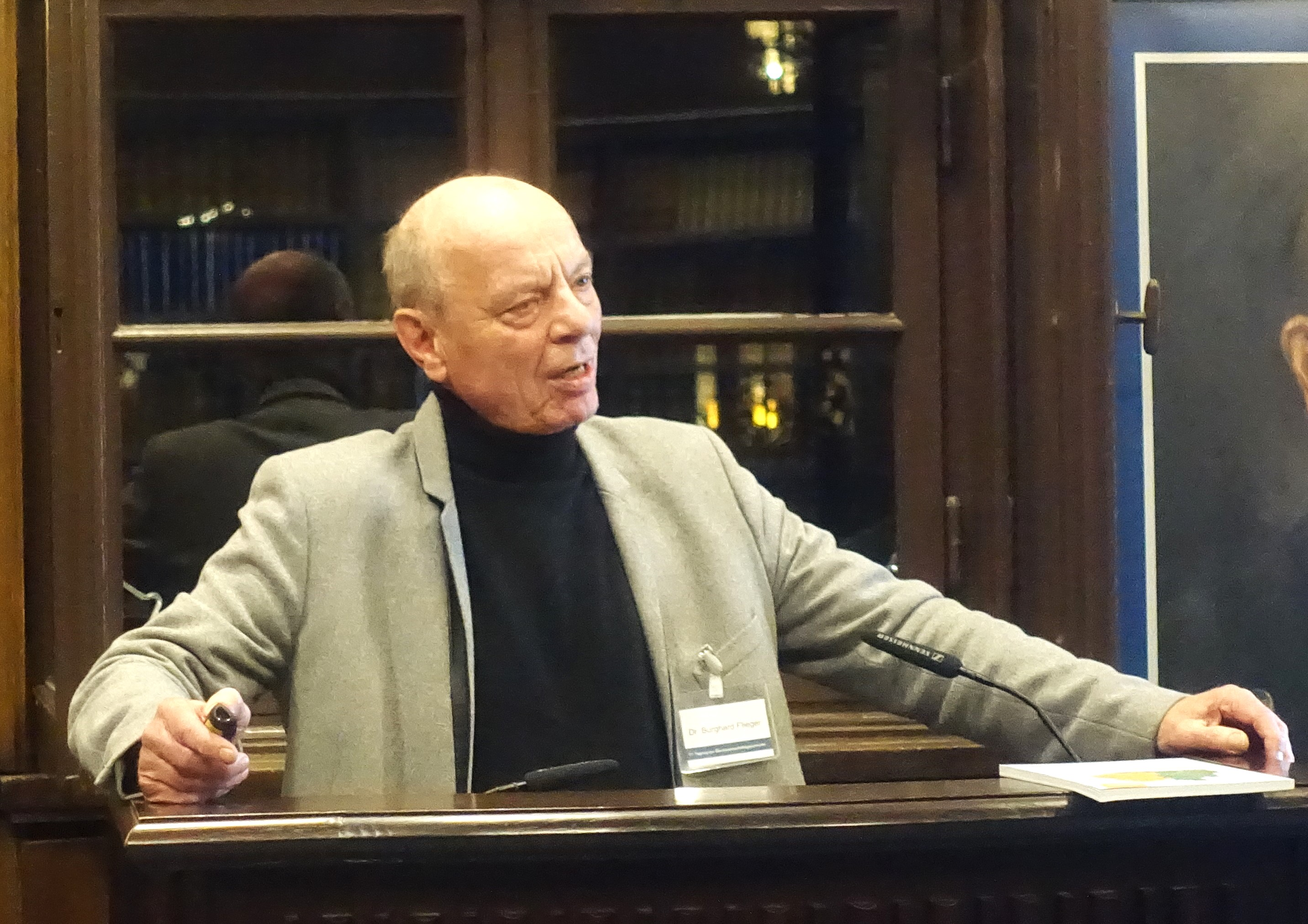
Burghard Flieger 2023

Burghard Flieger (* 8. August 1952 in Wuppertal-Elberfeld) ist ein deutscher Sozialwissenschaftler mit Ausrichtung als Genossenschaftspraktiker und -theoretiker. Vorstand der innova eG und Solar-Bürgergenossenschaft in Freiburg im Breisgau.

## Leben
Flieger studierte Volkswirtschaftslehre, Soziologie und Ethnologie an der Albert-Ludwigs-Universität Freiburg und erwarb 1977 den Abschluss als Diplom-Volkswirt. 1988 erfolgte seine Promotion im Fach Wirtschaftspädagogik mit einer Dissertationsschrift zur Produktivgenossenschaft als fortschrittsfähige Organisation (am Beispiel der PSI AG) an der Universität-Gesamthochschule Kassel.
Nach Assistenztätigkeiten an der Albert-Ludwigs-Universität Freiburg arbeitete Burghard Flieger in verschiedenen Forschungsgruppen und -instituten, u. a. dem Institut für ökologische Wirtschaftsforschung (Berlin) und dem Klaus-Novy-Institut (Köln). Als verantwortlicher Redakteur war er unter anderem für die Zeitschrift „Das Neue Unternehmen“ und Contraste tätig. Als Autor und als Herausgeber hat er viele Aufsätze und auch Bücher veröffentlicht, mit denen er oft neue Themen erschlossen und innovative Zugänge für wirtschaftliche und soziale Fragen popularisiert hat.
Er hatte bzw. hat Vorstands- und Aufsichtsratspositionen in zahlreichen genossenschaftlichen Unternehmen inne, u. a. in der bundesweit tätigen „innova eG Entwicklungspartnerschaft für Selbsthilfegenossenschaften“, der Wohnungsbaugenossenschaft „Gebau Süd“ (Freiburg), der Ökobank eG (Frankfurt) sowie der daraus hervorgegangenen OekoGeno eG (Freiburg).
Seine Forschungsschwerpunkte liegen im Bereich des Genossenschaftswesens, der kollektiven Selbstverwaltung, der Mitarbeiterbeteiligung sowie der ökologischen Ökonomie.
Als Organisationsberater und Projektentwickler hat er insbesondere produktivgenossenschaftliche Unternehmen bei der Gründung beraten und begleitet, dabei oft solche mit sozialen, ökologischen und anderen gemeinnützigen Zielsetzungen. In neuerer Zeit engagiert er sich im Zusammenhang mit der Energiewende besonders für Bürgerenergiegenossenschaften.
Ehrenamtlich hat er sich über mehrere Jahrzehnte in Förderorganisationen für alternative und solidarische Ökonomie eingesetzt, u. a. im Theoriearbeitskreis Alternative Ökonomie (TAK-AÖ), im „Bundesverein zur Förderung des Genossenschaftsgedankens e. V.“ sowie im „Netz für Selbstverwaltung und Selbstorganisation e. V.“.

## Werke (Auswahl)
- Mit Johannes Blome-Drees et al.: Kooperatives Wirtschaften in der Zivilgesellschaft: gemeinwohlorientiert, tragfähig und transformativ. Campus Verlag, Frankfurt New York 2024, ISBN 978-3-593-51864-0.
- Zukunftsfeld Mieterstrommodelle. Potentiale von Mieterstrom in Deutschland mit einem Fokus auf Bürgerenergie. Carl von Ossietzky Universität Oldenburg, Oldenburg / Berlin 2018, ISBN 978-3-00-065971-3.
- Kooperationen von Prosumenten. In: Ökologisches Wirtschaften. Band 32, Nr. 1, 2. März 2017, ISSN 1430-8800, S. 8, doi:10.14512/OEW320108.
- Burghard Flieger: Prosumentenkooperation: Geschichte, Struktur und Entwicklungschancen gemeinschaftsorientierten Wirtschaftens in der Ernährungswirtschaft am Beispiel der Erzeuger-Verbraucher-Genossenschaften (= Theorie der Unternehmung. Band 63). Metropolis-Verlag, Marburg 2016, ISBN 978-3-7316-1239-1.
- Durch Teamgründungen zum Arbeitsplatz. In: Ökologisches Wirtschaften. Band 20, Nr. 2, 1. Mai 2005, ISSN 1430-8800, doi:10.14512/oew.v20i2.390.
- Sozialgenossenschaften: Wege zu mehr Beschäftigung, bürgerschaftlichem Engagement und Arbeitsformen der Zukunft (= Materialien der AG SPAK. M 156). AG SPAK Bücher, Neu-Ulm 2003, ISBN 3-930830-35-3.
- Produktivgenossenschaft als fortschrittsfähige Organisation: Theorie, Fallstudie, Handlungshilfen. Dissertation (= Hochschulschriften. Band 23). Metropolis, Marburg 1996, ISBN 3-89518-056-4.
- Produktivgenossenschaften oder der Hindernislauf zur Selbstverwaltung: Theorie, Erfahrungen u. Gründungshilfen zu e. demokrat. Unternehmensform (= Materialien der AG SPAK. Nr. 61). AG SPAK Publ., München 1984, ISBN 3-923126-26-3.